# 湯の川プリンスホテル 渚亭
湯の川プリンスホテル 渚亭（ゆのかわプリンスホテル なぎさてい）は、北海道函館市にある宿泊施設。日本国内最多となる115室の露天風呂付客室（温泉）がある。施設の大規模改修を計画している。

## 施設
客室
- 露天風呂客室（海側）
  - 特別室（10畳+8畳）
  - 和室（12畳）
  - 和室（10畳）
  - 和洋室（6畳+ツイン）
- 露天風呂客室（街側）
  - 和室（10畳）
  - 和洋室（足湯付）
  - 和室（12畳、足湯付）
- 一般客室
  - 和室
  - 洋室ツイン
  - 洋室シングル

温泉
- 客室露天風呂
  - ひのき風呂（海側）
  - 岩風呂（海側）
  - 岩風呂（街側）
- 大浴場
  - 男湯〜浦島〜
  - 女湯〜乙姫〜

食事・喫茶
- お食事処「漁火亭」
- ビュッフェ「渚」
- 鉄板焼「青海」
- 喫茶

その他
- 宴会場
- 売店
- マッサージルーム

## 交通
- 函館バス「湯の川プリンスホテル渚亭前」バス停下車
- 函館空港から車で約5分
- 函館駅から車で約15分
- 函館港フェリーターミナルから車で約30分